# グラッサーノ
グラッサーノ（イタリア語: Grassano）は、イタリア共和国バジリカータ州マテーラ県にある、人口約5,100人の基礎自治体（コムーネ）。南イタリアのバジリカータ州マテーラ県にある。ブラダーノ川とバセント川の間に位置し、標高は約 150 ～ 576 メートル (492 ～ 1,890 フィート) の範囲にある。町自体はマテーラから 43 キロ (27 マイル) 、州都ポテンツァから 59 キロ (37 マイル) の場所にある。

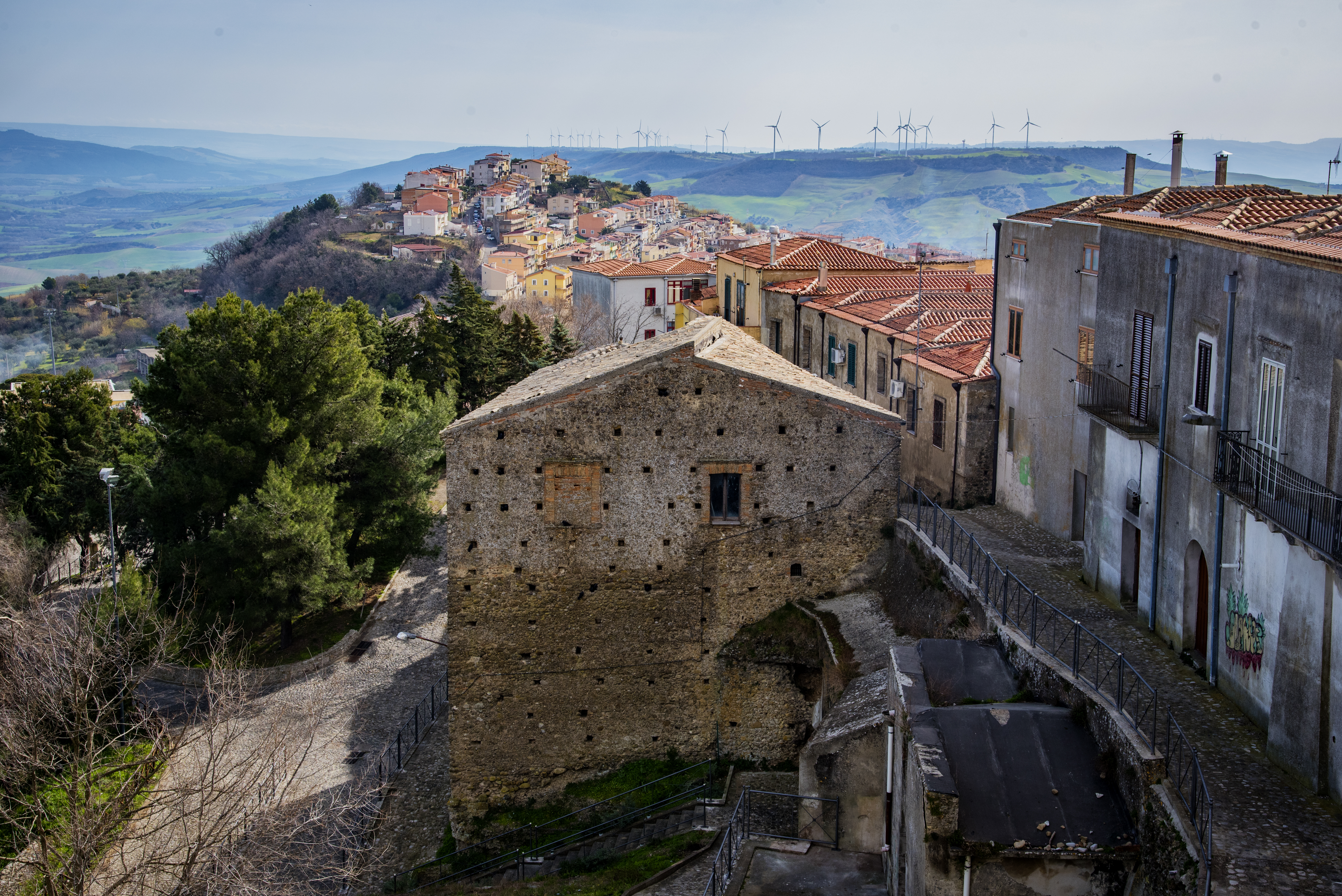
グラッサーノの眺望

## 歴史
グラッサーノはAD 1000 年頃にその礎が築かれた。グラッサーノは西暦 1000 年頃に設立されました。町の名前を含む最初の公式文書は 1123 年のもので、そこにはCastellum quod vocatur Crassanum (「クラッサヌムと呼ばれる城」) と報告されている。15 世紀、グラッサーノは正式にトリカリコ教区の田舎の所在地だった。その後、グラッサーノの人々はナポリのラディスラウス王に独立法を求め、グラッサーノは 1414 年 1 月 19 日以来独立した村であり続けた。
カルロ・レーヴィは反ファシスト活動を理由に逮捕され、グラッサーノに追放された。グラッサーノで、レーヴィは約 70 枚の絵を描き、南イタリアの問題を発見し始めた。彼はグラッサーノでの体験を、第二次世界大戦後 1945 年に出版された最も有名な著書『キリストはエボリで止まった』の中で記述している。
元ニューヨーク市長ビル・デ・ブラシオの祖母アンナ・ブリガンティはグラッサーノ出身である。1905 年までに彼女は結婚し、ニューヨークでの地位を確立した。
2002 年以来、アリアーノ(レーヴィが追放された 2 番目の場所) のあるグラッサーノは、活発な文学公園となっている。

## 地理

### 位置・広がり

#### 隣接コムーネ
隣接するコムーネは以下の通り。
- カルチャーノ
- ガラグーゾ
- グロットレ
- イルシーナ
- サランドラ
- トリカーリコ